# 273 Атропос
273 Атропос (273 Atropos) — астероїд головного поясу, відкритий 8 березня 1888 року Йоганном Палізою у Відні.